# Isola Horseshoe
L'isola Horseshoe è un'isola situata al largo della costa di Fallières, nella Terra di Graham, in Antartide. L'isola, che ha una lunghezza di circa 12 km e una larghezza di circa 6, e che raggiunge gli 879 m s.l.m. in corrispondenza della vetta del monte Breaker, si trova in particolare all'ingresso della baia Square, che occupa per la quasi totalità. L'isola ha una caratteristica forma a ferro di cavallo, con l'apertura rivolta a ovest e rappresentata dalla baia di Lystad, in cui si getta il ghiacciaio Shoesmith. Quest'ultimo occupa praticamente l'intera parte centrale dell'isola, che risulta così divisa in due, con la parte settentrionale che raggiunge i 537 m s.l.m. con il monte Searle, e la parte meridionale che raggiunge gli 879 m s.l.m. del già citato monte Breaker, mentre il ghiacciaio Shoesmith arriva a un'altezza massima di 90 m s.l.m..

## Storia
L'isola Horseshoe è stata scoperta durante la spedizione britannica nella Terra di Graham, condotta dal 1934 al 1937 al comando di John Riddoch Rymill, il quale la battezzò con il suo attuale nome in associazione con la sua forma, che ricorda quella di un ferro di cavallo ("horseshoe" in inglese).
Nella parte nord-occidentale dell'isola era presente la base di ricerca britannica Station Y: operativa dall'11 marzo 1955 al 21 agosto 1960, la base è oggi protetta come sito storico antartico con sigla HSM-63.